# Charinus bruneti
Charinus bruneti (лат.) — вид паукообразных семейства Charinidae из отряда фринов (Amblypygi). Назван в честь William Brunet.

## Распространение
Северная Америка, Карибы: Сен-Бартелеми. Найдены под камнями во влажных, густо заросших лесом оврагах, их можно найти возле курганов термитов или муравьинных гнёзд.

## Описание
Этот вид отличается от других карибских и центральноамериканских представителей рода Charinus по следующей комбинации признаков: срединные глаза, срединный глазной бугорок и боковые глаза хорошо развиты; бедро педипальп с четырьмя спинными шипами и тремя вентральными шипами; надколенник (patella) педипальпы с тремя спинными шипами, большим щетинковидным бугорком между шипом I и дистальным краем и двумя вентральными шипами; лапка педипальпы с двумя спинными шипами, дистальный шип вдвое длиннее проксимального; голень I пары ноги с 22 члениками, лапка I с 39 члениками; первый членик лапки примерно в три раза длиннее второго. Боковые глаза расположены от латерального края карапакса по крайней мере на расстоянии в три раза больше диаметра одного оцеллия, с щетинкой позади латеральной глазной триады. Вертлуг педипальп с двумя вентральными шипами (спинной шип отсутствует); голень педипальпы с двумя спинными и одним брюшным шипами; вентральный шип на голени педипальпы расположен дистально.